# Оршанский район (Витебская область)
Орша́нский райо́н (бел. Арша́нскі раён) — административная единица на юго-востоке Витебской области Республики Беларусь. Административный центр — город Орша.
Численность населения — 139 546 человек (на 1 января 2025 года).

## Административное устройство
В районе 1 городской Совет — Бараньский, 2 поселковых Совета — Болбасовский и Копысский, 14 сельсоветов:
- Андреевщинский
- Бабиничский
- Борздовский
- Высоковский
- Заболотский
- Задровьевский
- Зубовский
- Зубревичский
- Крапивенский
- Межевский
- Ореховский
- Пищаловский
- Смольянский
- Устенский

Упразднённые сельсоветы на территории района:
- Запольский[6]
- Клюковский
- Первомайский[6]
- Понизовский
- Стайковский[6]
- Яковлевичский

29 апреля 2004 года упразднены: Стайковский, Первомайский, Запольский, образован Ореховский сельсовет.

## География
Территория — 1707 км² (13-е место среди районов Витебской области).
Реки — Днепр, Оршица, Адров, Крапивенка, Леща, Выдрица, Скунья.
Озёра — Ореховское, Девинское, Переволочно, Кузьмино, Каресино.

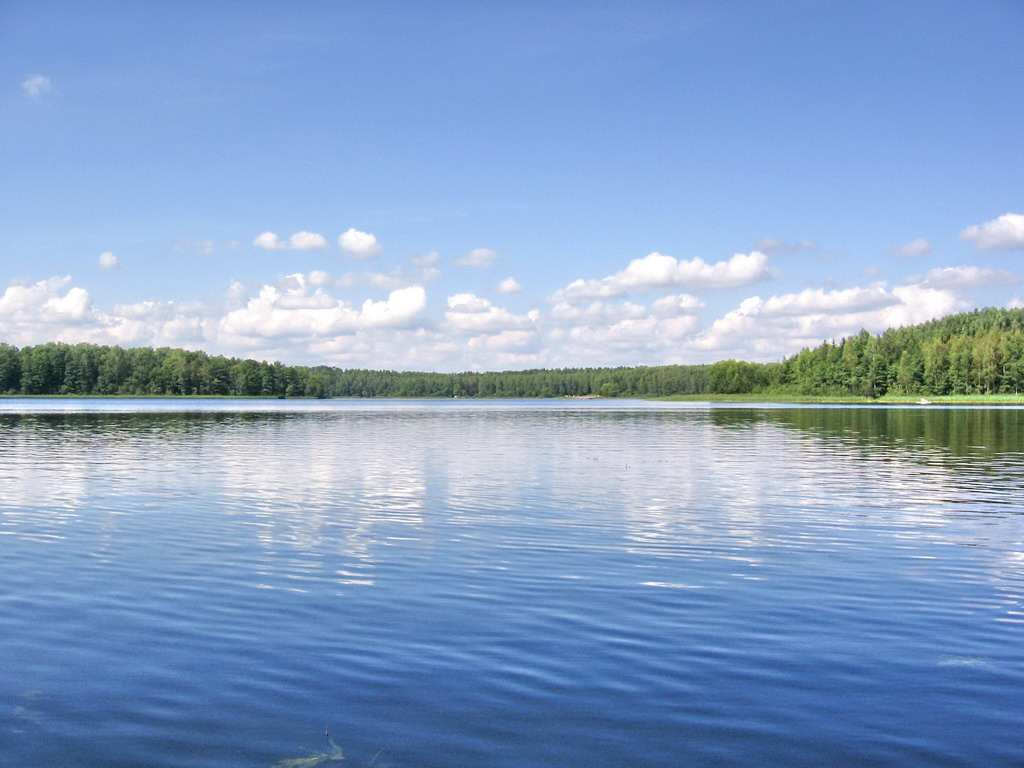
Озеро Девинское

Оршанский район граничит с Толочинским районом на западе, Сенненским районом на северо-западе, Лиозненским районом на северо-востоке, Дубровенским районом на востоке, а также с Шкловским и Горецким районами Могилёвской области на юге.

## Геральдика
Решения об одобрении исторического герба 1620 года и флага были приняты Оршанским городским исполнительным комитетом от 29 марта 2002 года № 237 и Оршанским городским Советом депутатов от 9 апреля 2002 года № 166.
Герб и флаг зарегистрированы в Гербовом матрикуле Республики Беларусь 23 мая 2002 года № 84.

## История
Район образован 17 июля 1924 года на территории части Оршанского уезда упразднённой в том же году Витебской губернии. Входил в состав Оршанского округа БССР, после его упразднения 26 июля 1930 года — в республиканском подчинении. После создания Витебской области 15 января 1938 года непрерывно входит в её состав.
8 июля 1931 года в состав района передана часть территории упразднённых Богушевского района, Копысского района и Кохановского района, 25 июля 1931 года дополнительно передано местечко Копысь, 15 октября 1931 года — Будский сельсовет Дубровенского района. 12 февраля 1935 года повторно создан Богушевский район, и ему передано 5 сельсоветов, 12 марта того же года — ещё один сельсовет. 5 апреля 1935 года в состав Горецкого района передан один сельсовет.
В 1938 году в районе было 24 сельсовета, 2 рабочих посёлка (Орехи-Выдрица и Яковлевичи) и 2 местечка (Копысь и Смоляны), в 1947 году — 14 сельсоветов и 3 посёлка (рабочие посёлки Барань и Яковлевичи, городской посёлок Копысь).
9 сентября 1946 года 5 сельсоветов передано в состав вновь образованного Кохановского района, 4 сельсовета и два посёлка — впервые образованному Ореховскому району. 17 декабря 1956 года в результате ликвидации Ореховского района часть его территории (4 сельсовета и 2 посёлка) переданы Оршанскому району, в тот же день был упразднён и Кохановский район, 3 сельсовета которого были переданы Оршанскому району. 
8 апреля 1957 года к Оршанскому району присоединён Холмовский сельсовет Дубровенского района; 20 января 1960 года — 2 сельсовета (Клюковский и Стайковский) упразднённого Богушевского района. 
С 25 декабря 1962 года по 6 января 1965 года Дубровенский район был присоединён к Оршанскому, затем восстановлен. 25 декабря 1962 года 4 сельсовета переданы Толочинскому району, 12 февраля 1965 года три из них были возвращены Оршанскому району. С 12 февраля 1965 года рабочий посёлок Барань перешёл в подчинение Оршанского горсовета, а 17 мая 1972 года преобразован в город районного подчинения.
14 января 2013 года Оршанский район и город Орша объединены в одну административно-территориальную единицу — Оршанский район с административным центром город Орша.

## Демография
Численность населения — 139 546 человек (на 1 января 2025 года), в том числе городское — 117 889 человек (Орша — 101 662 человек, Барань — 10 131 человек, Болбасово — 3 230 человек, Копысь — 600 человек, Ореховск — 2 266 человек), сельское — 21 657 человек.
Население района составляет 142 331 человек, включая город Орша с населением 103 658 жителей, город Барань — 10 301 житель, городской посёлок Болбасово — 3 347 жителей, городской посёлок Копысь — 628 жителей, городской посёлок Ореховск — 2 292 жителя (на 1 января 2023 года).
В 2018 году 15,5% населения района было в возрасте моложе трудоспособного, 56,7% — в трудоспособном, 27,8% — старше трудоспособного. В 2017 году коэффициент рождаемости составил 9,3 на 1000 человек, коэффициент смертности — 13,7 (средние коэффициенты рождаемости и смертности по Витебской области — 9,6 и 14,4, по Республике Беларусь — 10,8 и 12,6). В 2017 году в районе родилось 1454 и умерло 2144 человека. Сальдо внутренней миграции отрицательное (в 2017 году — -425 человек; в 2013—2015 годах было положительным).
В 2017 году в районе были заключены 1061 брак (6,8 на 1000 человек) и 562 развода (2,6 на 1000 человек); средние показатели по Витебской области — 6,4 и 3,4 на 1000 человек, по Республике Беларусь — 7 и 3,4 на 1000 человек соответственно.
| Численность населения (включая Оршу) | Численность населения (включая Оршу) | Численность населения (включая Оршу) | Численность населения (включая Оршу) | Численность населения (включая Оршу) | Численность населения (включая Оршу) | Численность населения (включая Оршу) | Численность населения (включая Оршу) | Численность населения (включая Оршу) |
| 1970                                 | 1979                                 | 1989                                 | 1996                                 | 2001                                 | 2002                                 | 2003                                 | 2004                                 | 2005                                 |
| ------------------------------------ | ------------------------------------ | ------------------------------------ | ------------------------------------ | ------------------------------------ | ------------------------------------ | ------------------------------------ | ------------------------------------ | ------------------------------------ |
| 172 757                              | ▲174 554                             | ▲182 930                             | ▲187 242                             | ▼180 178                             | ▼178 605                             | ▼176 370                             | ▼174 436                             | ▼172 317                             |
| 2006                                 | 2007                                 | 2008                                 | 2009                                 | 2010                                 | 2011                                 | 2012                                 | 2013                                 | 2014                                 |
| ▼170 262                             | ▼168 298                             | ▼166 226                             | ▼164 718                             | ▼162 927                             | ▼161 229                             | ▼159 502                             | ▼157 375                             | ▼156 745                             |
| 2015                                 | 2016                                 | 2017                                 | 2018                                 | 2019                                 | 2020                                 | 2021                                 | 2022                                 | 2023                                 |
| ▼155 592                             | ▼154 439                             | ▼152 829                             | ▼151 051                             | ▼149 102                             | ▼147 799                             | ▼146 042                             | –                                    | ▼142 331                             |
| 2024                                 | 2025                                 | 2026                                 | 2027                                 | 2028                                 | 2029                                 | 2030                                 | 2031                                 | 2032                                 |
| ▼141 046                             | ▼139 546                             | –                                    | –                                    | –                                    | –                                    | –                                    | –                                    | –                                    |

| Национальный состав по переписи 2019 года | Национальный состав по переписи 2019 года | Национальный состав по переписи 2019 года | Национальный состав по переписи 2019 года | Национальный состав по переписи 2019 года | Национальный состав по переписи 2019 года | Национальный состав по переписи 2019 года | Национальный состав по переписи 2019 года | Национальный состав по переписи 2019 года | Национальный состав по переписи 2019 года | Национальный состав по переписи 2019 года |
| Всего (2019)                              | белорусы                                  | белорусы                                  | русские                                   | русские                                   | украинцы                                  | украинцы                                  | поляки                                    | поляки                                    | евреи                                     | евреи                                     |
| ----------------------------------------- | ----------------------------------------- | ----------------------------------------- | ----------------------------------------- | ----------------------------------------- | ----------------------------------------- | ----------------------------------------- | ----------------------------------------- | ----------------------------------------- | ----------------------------------------- | ----------------------------------------- |
| 148 136                                   | 122 327                                   | 82,58%                                    | 17 216                                    | 11,62%                                    | 1744                                      | 1,18%                                     | 307                                       | 0,21%                                     | 192                                       | 0,13%                                     |
| 148 136                                   | татары                                    | татары                                    | армяне                                    | армяне                                    | азербайджанцы                             | азербайджанцы                             | литовцы                                   | литовцы                                   | немцы                                     | немцы                                     |
| 148 136                                   | 152                                       | 0,10%                                     | 132                                       | 0,09%                                     | 85                                        | 0,06%                                     | 71                                        | 0,05%                                     | 45                                        | 0,03%                                     |

## Транспорт
По району проходят железнодорожные линии на Минск, Могилёв, Кричев, Витебск, Смоленск, Лепель, а также автодороги Брест — Москва и Санкт-Петербург — Одесса (Е-95).

## Экономика
Средняя зарплата в районе составляет 95,8% от среднего уровня по Витебской области (2017 год). В 2017 году в районе было зарегистрировано 868 микроорганизаций и 115 малых организаций. В 2017 году 19,3% организаций района были убыточными (в 2016 году — 16%). В 2015—2017 годах в реальный сектор экономики района поступило 48,1 млн долларов иностранных инвестиций, в том числе 42,4 млн долларов прямых иностранных инвестиций. В 2017 году предприятия района экспортировали товаров на сумму 123,2 млн долларов, импортировали на 92,7 млн долларов (сальдо — 30,5 млн долларов).
Выручка от реализации продукции, товаров, работ, услуг за 2017 год составила 1348 млн рублей (около 674 млн долларов), в том числе 170,5 млн рублей пришлось на сельское, лесное и рыбное хозяйство, 602,1 млн на промышленность, 71,2 млн на строительство, 213,3 млн на торговлю и ремонт, 291 млн на прочие виды экономической деятельности. По объёму выручки Оршанский район занимает третье место в Витебской области, многократно уступая Витебску и Новополоцку, но незначительно опережая Полоцкий район.

### Промышленность
За пределами Орши действует несколько предприятий — Оршанский авиаремонтный завод (Болбасово), ОАО «Техника связи» (Барань, бывший завод по выпуску военной электроники), БелГРЭС (7,5 МВт), кондитерская фабрика «Сладкая страна».
В 2012 году Оршанский авиаремонтный завод был приватизирован, в 2018 году — снова национализирован, акции переданы государственному экспортёру вооружений «Белспецвнештехника».
В 2018 году в Оршанском районе началось строительство завода по производству патронов к стрелковому оружию.
В 2016—2017 годах ООО «Бремино групп» бизнесменов Александра Зайцева, Николая Воробья и Алексея Олексина начало строительство «мультимодального промышленно-логистического комплекса» возле военного аэродрома Болбасово и авиаремонтного завода. В конце 2018 года ожидался ввод первой очереди комплекса. Ожидается, что его строительство завершится до 2023 года.
31 декабря 2018 года Александр Лукашенко подписал Указ № 506 «О развитии Оршанского района Витебской области», в котором предприятия района получат многочисленные льготы и преференции до 31 декабря 2023 года — снижение налоговой нагрузки (включая отчисления на социальное страхование и доведение НДС на ввоз промышленного оборудования до 1%), мораторий на выборочные проверки, возможность применять строительные нормы, действующие в других государствах. Стоимость реализации программы комплексного развития региона оценивается примерно в 1,1 млрд долларов.

### Сельское хозяйство
Под зерновые культуры в 2017 году было засеяно 33,5 тыс. га пахотных площадей, под кормовые культуры — 18,9 тыс. га, под лён — 2,6 тыс. га. Валовой сбор зерновых и зернобобовых в 2017 году составил 140,6 тыс. т (средняя урожайность — 41,9 ц/га), сбор льноволокна составил 2,9 тыс. т. По валовому сбору зерновых и зернобобовых культур Оршанский район занимает первое место в Витебской области и шестое место в Республике Беларусь, по их урожайности — первое место в области. По сбору льноволокна район занимает второе место в области, уступая соседнему Дубровенскому району.
На 1 января 2018 года в сельскохозяйственных организациях района (без учёта фермерских и личных хозяйств населения) содержалось 37,8 тыс. голов крупного рогатого скота (в том числе 11,9 тыс. коров), 82,3 тыс. свиней, 621,8 тыс. голов птицы. По поголовью свиней предприятия района занимают первое место в области, по поголовью крупного рогатого скота и птицы — третье. За 2017 год было произведено 18 818 т мяса (в убойном весе), 59 396 т молока и 137,8 млн яиц. По производству молока и яиц район занимает второе место в области.

## Здравоохранение
В 2017 году в учреждениях Министерства здравоохранения Республики Беларусь насчитывалось 423 практикующих врача (27 в пересчёте на 10 тысяч человек; средний показатель по Витебской области — 37, по Республике Беларусь — 40,5) и 1994 средних медицинских работников. В лечебных учреждениях района насчитывалось 1093 больничных койки (69,9 в пересчёте на 10 тысяч человек; средний показатель по Витебской области — 80,5, по Республике Беларусь — 80,2).

## Образование
В 2017 году в районе действовало 62 учреждения дошкольного образования (включая комплексы «детский сад — школа») с 7205 детьми. В 2017/2018 учебном году действовало 42 учреждения общего среднего образования, в которых обучалось 14 172 ученика. Учебный процесс в школах обеспечивал 1791 учитель.
В районе действуют 8 учреждений среднего специального и профессионально-технического образования:
- Оршанский государственный медицинский колледж;
- Оршанский государственный механико-экономический колледж;
- Оршанский государственный колледж продовольствия;
- Оршанский государственный политехнический профессионально-технический колледж;
- Оршанский колледж Витебского государственного университета;
- Смольянский государственный аграрный колледж;
- Оршанский государственный колледж железнодорожного транспорта Белорусской железной дороги;
- Оршанский государственный колледж текстильщиков имени Г. В. Семенова (ранее-профессиональный лицей)

Специальные учреждения образования представлены центром коррекционно-развивающего обучения и реабилитации Оршанского района и вспомогательной школой № 24 в Орше.

## Культура

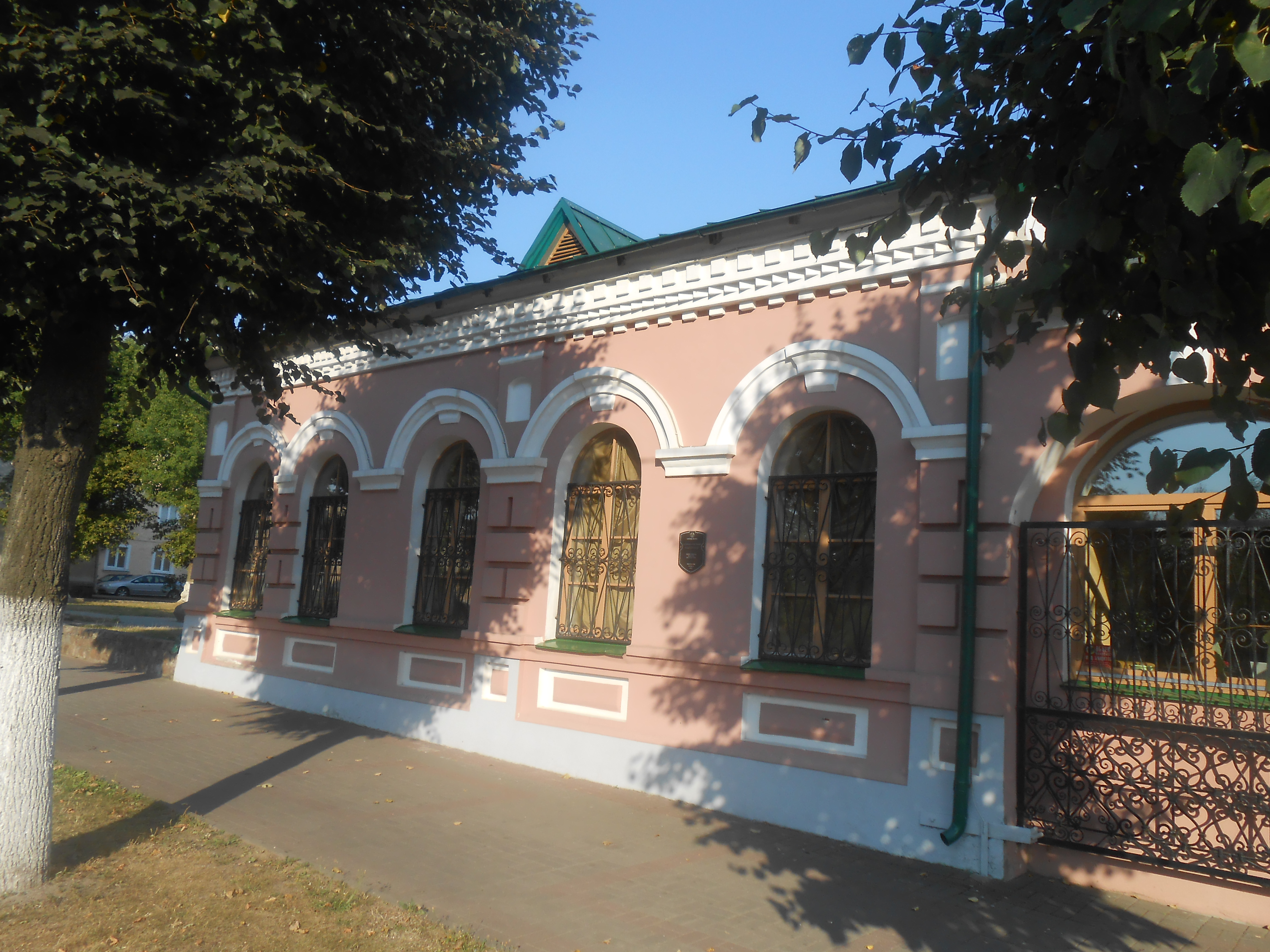
Музей истории и культуры города Орша

В районном центре расположен Музейный комплекс истории и культуры Оршанщины с 37,2 тыс. музейных предметов основного фонда. В 2016 году музеи, входящие в комплекс, посетили 25,1 тыс. человек. В состав музейного комплекса входит 6 филиалов: 
- Музей истории и культуры города Орша
- Военно-исторический музей имени Героя Советского Союза К. С. Заслонова
- Оршанский музей В.С. Короткевича
- Музей деревянной скульптуры резчика С. С. Шаврова
- Оршанская городская художественная галерея В. А. Громыко
- Оршанский этнографический музей «Мельница»

- Оршанский мемориальный комплекс «За нашу Советскую Родину» («Катюша»)
- Мемориальный заповедник «Левки»
- Музей «История родной деревни» в д. Борздовка Борздовского сельсовета. Расположены артефакты — предметы труда и быта, старинные денежные знаки, одежда, рушники изо льна, глиняная посуда, самовары, иконы и др. — музей насчитывает несколько сотен экспонатов.

## Достопримечательность

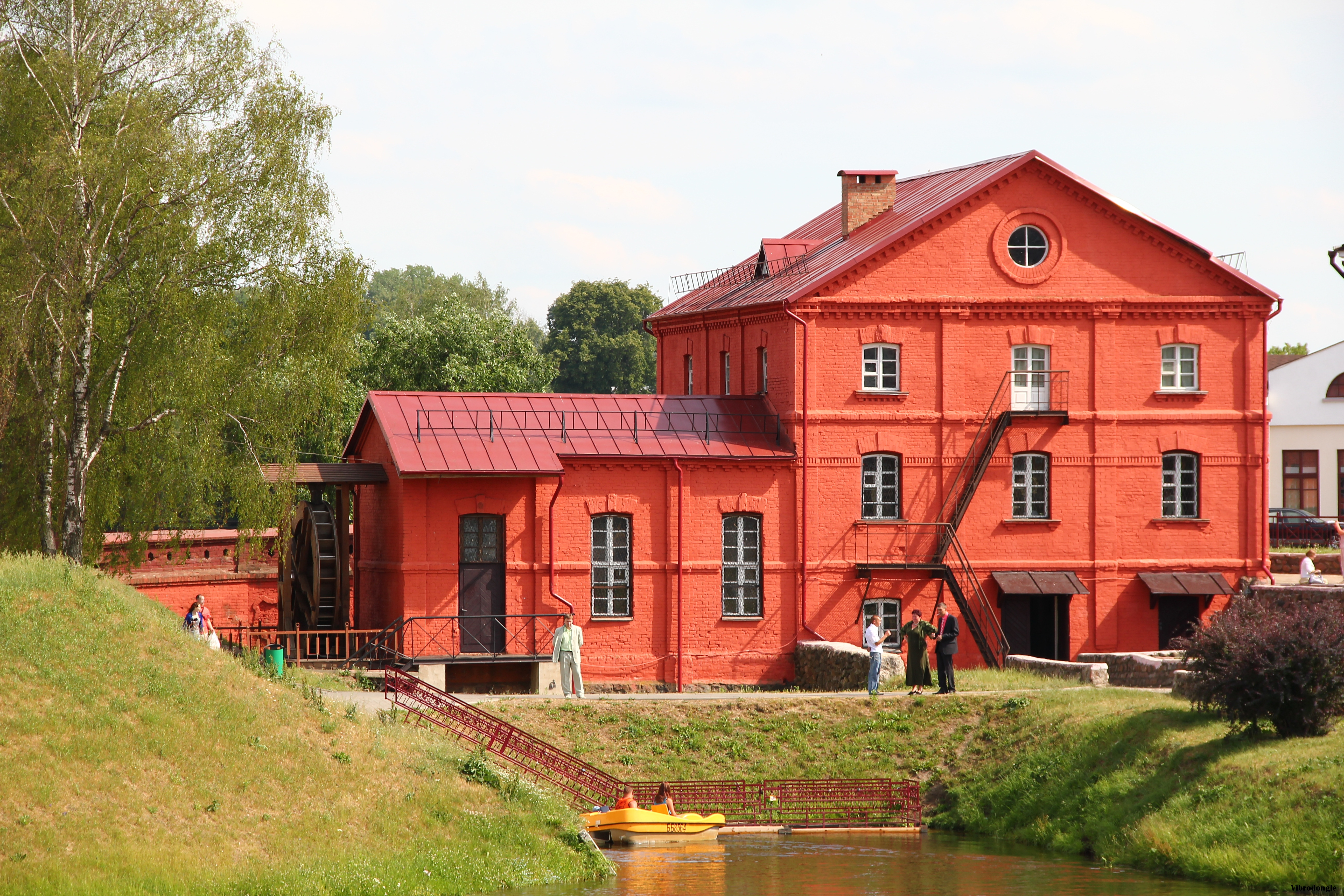
Водяная мельница (млын) с арочным мостом (1902) в Орша

- Богоявленский Кутеинский монастырь в Орша
- Успенский монастырь в Орша
- Ильинская церковь в Орша
- Иезуитский коллегиум в Орша
- Храм Св. Иосифа (доминиканский монастырь) в Орша
- Водяная мельница (млын) с арочным мостом (1902) в Орша

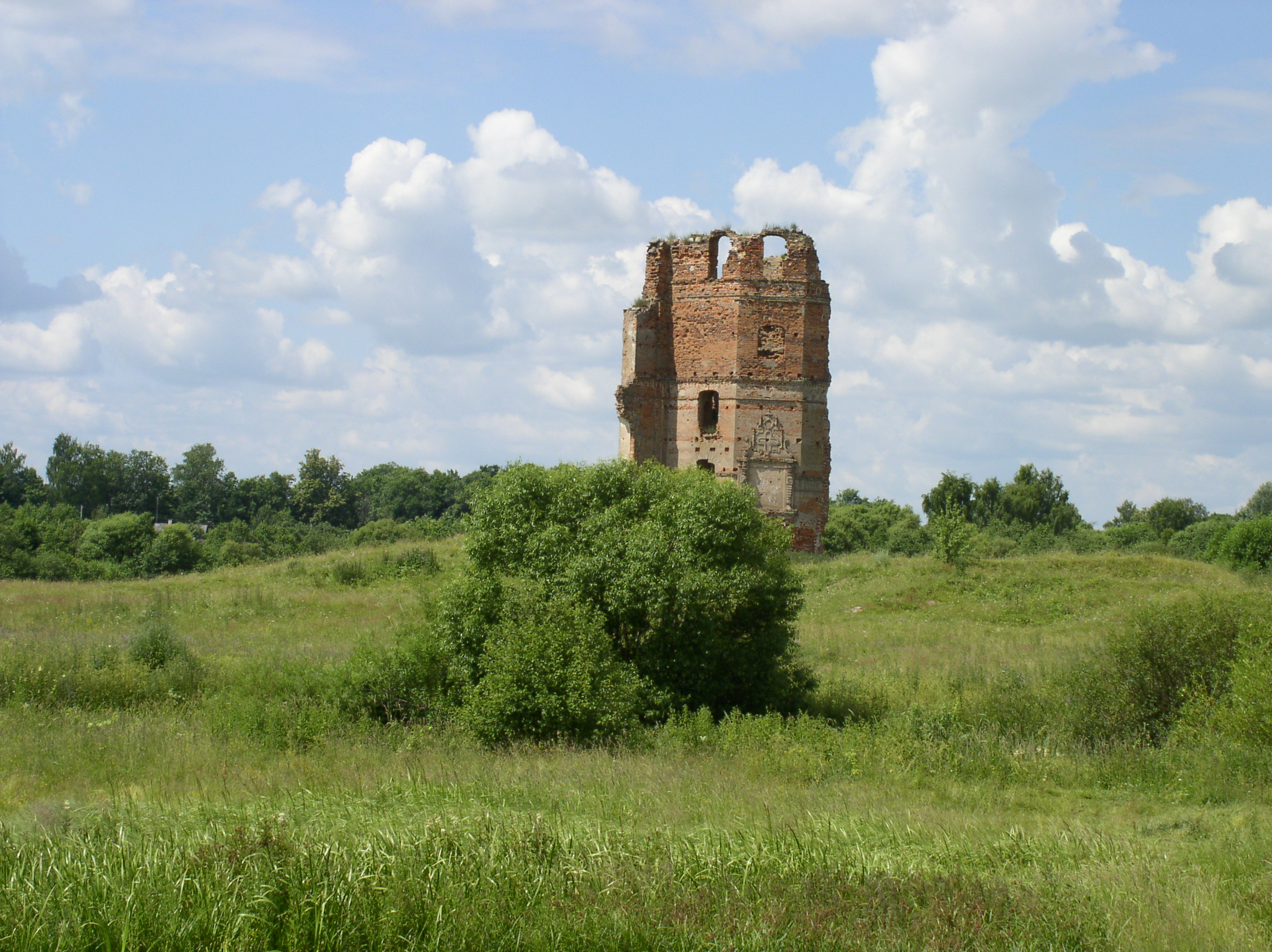
Смольянский замок в Смольяны

- Смольянский замок в СмольяныЗамчище «Петровский вал» — городище XI–XVII веков в г. п. Копысь
- Памятный знак в честь мастеров изразцового дела Копыси
- Церковь Спасо-Преображенская (XX век) в г. п. Копысь
- Часовня Святой Параскевы Пятницы в г. п. Копысь
- Памятник Янке Купале (1982 г.) в Левки
- Усадебно-парковый комплекс Мокрицких в Высоком
- Ильинская церковь (1913-1917) в Высоком
- Усадьба Мокрицких в Гришанах
- Здание бывшей почтовой станции (конец XIX — начало XX вв.) в Гришанах

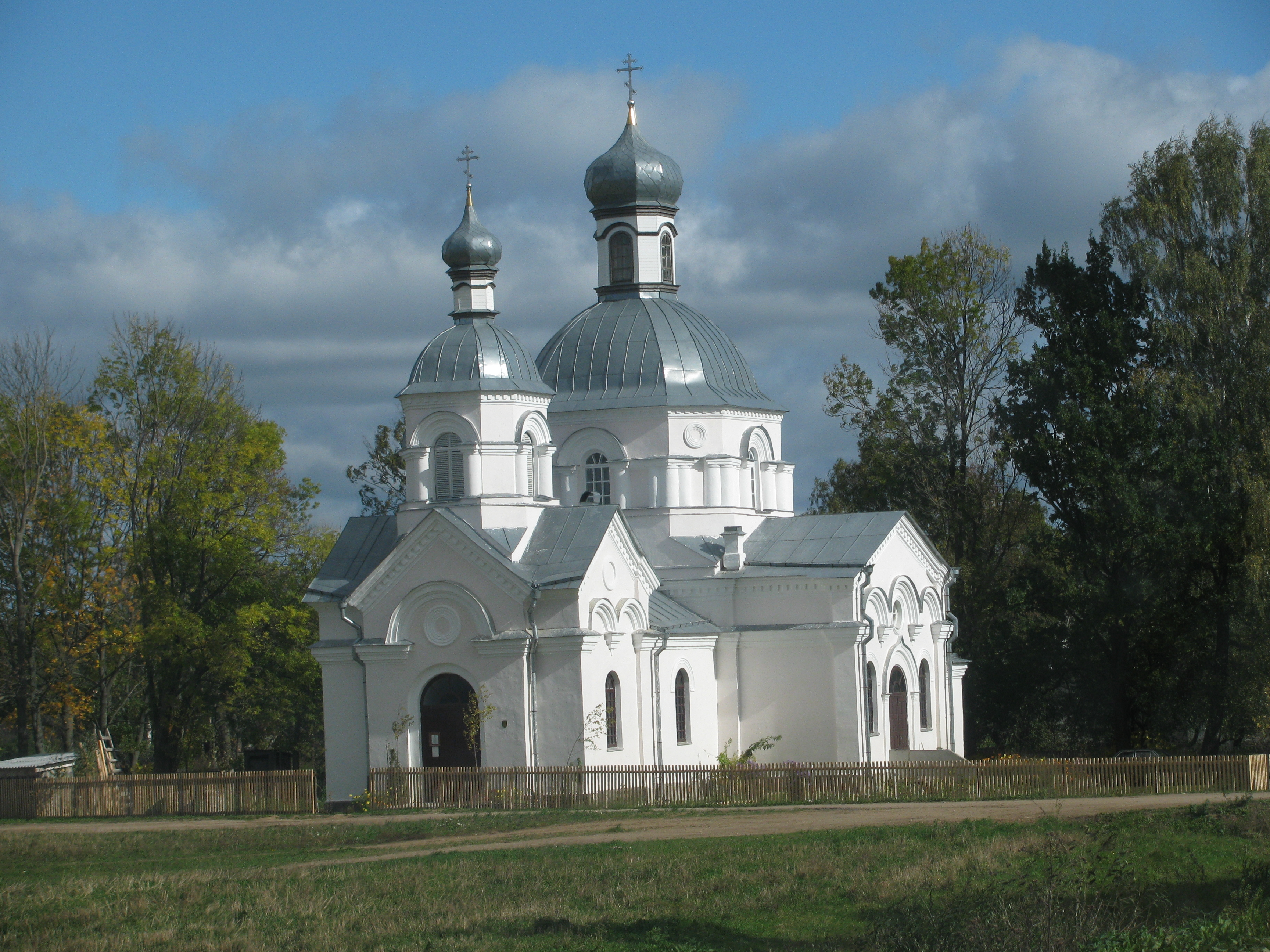
Свято-Петропавловская церковь в Браздетчино

- Свято-Петропавловская церковь в БраздетчиноУсадебно-парковый ансамбль Лубенских-Дерожинских в Межево
- Свято-Воскресенская церковь (1886) в Межево
- Смольянский замок в Смольяны
- Спасо-Преображенская церковь (вторая половина XVIII в.) в Смольяны
- Костёл Св. Девы Марии (2-я половина XVIII в.) в Смольяны
- Свято-Алексеевская церковь (1864 г.) в Смольяны
- Усадьба Любомирских в Юрцево
- Ореховская электростанция (1927—1930) в Ореховск
- Усадьба Хлустиных (конец XIX века) в Ореховск
- Свято-Троицкая церковь (первая половина XIX века) в Ореховск
- Свято-Петропавловская церковь в д. Браздетчино
- Памятник дальней авиации — самолёт Ту-16 (начало 1950-х годов) в Болбасово

### Памятник природы, заказник
- Вековая липовая аллея у деревни Левки — ботанический памятник природы
- Старинный дуб в деревне Лемна — ботанический памятник природы